# Furacão de Cuba de 1932
O Furacão de Cuba de 1932, também conhecido como o Furacão de Santa Cruz do Sul ou Furacão de Camaguey de 1932, foi o mais mortal e um dos mais intensos ciclones tropicais na história de Cuba. Foi um de apenas dois furacões de categoria 5 registados no Atlântico no mês de novembro, o outro foi o furacão Iota em 2020. O ciclone cruzou o mar do Caribe, algo atípico para a maioria dos furacões em via de desenvolvimento em final da temporada de furacões do Atlântico. A tempestade com fortes ventos, marés de tempestade e forte chuva devastou uma ampla parte do centro e oriente de Cuba, onde a tempestade foi considerada o pior desastre natural do século XX. Apesar de que os efeitos do furacão se concentraram principalmente em Cuba, teve sequelas significativas nas Ilhas Cayman e nas Bahamas, e com efeitos menores que se sentiram em outros lugares.
A depressão tropical que mais tarde converter-se-ia num furacão destrutivo localizou-se primeiro ao leste das Pequenas Antilhas a 30 de outubro, e depois tomou um percurso para o oeste até ao Mar do Caribe, atingindo a força da tempestade tropical no dia seguinte. Movendo para o sudoeste para a porção sul das Caraíbas, a tempestade atingiu força de furacão a 2 de novembro antes de que se produzisse um período de rápida intensificação. Em 6 de novembro, o ciclone tropical atingiu a sua intensidade máxima como furacão de categoria 5 com ventos máximos sustentados de 175 mph (280 km/h). A tempestade debilitou-se à intensidade de categoria 4 enquanto girava para o nordeste, movendo-se para terra na província de Camagüey de Cuba a 9 de novembro com ventos de 150 mph (240 km/h). Após atravessar a ilha, a tempestade debilitou-se gradualmente à medida que cruzava as ilhas centrais das Bahamas e para perto das Bermudas. A 13 de novembro, o sistema passou a ser um ciclone extratropical e dissipou-se no dia seguinte.
Como o furacão se intensificou ao sul do mar do Caribe, a tempestade moveu-se para perto das Antilhas Neerlandesas e Colômbia, causando efeitos generalizados. Uma passagem prolongada por Curaçao resultou no dano da fortificação do porto. A tempestade açoitou a costa da Colômbia com fortes ventos e chuvas torrenciais, parando gravemente a colheita de banana na região e alterando as telecomunicações. Várias cidades, particularmente as próximas à costa, sofreram danos à infraestructura significativos. Também se informou de danos marcados, ainda que localizados, nos cultivos de banana na Jamaica, onde os fortes ventos derrubaram numerosas árvores. Em águas abertas, a pista da tempestade atravessou numerosas rotas marítimas, interrompendo em grande parte os transportes principalmente no Caribe central e danificando vários barcos.

## História meteorológica
O furacão de 1932 em Cuba remonta-se a uma depressão tropical, identificada pela primeira vez às 06:00 UTC de 30 de outubro por observações de navios a uns 320 km (200 mi) ao leste de Guadalupe. Seguindo em geral para o oeste, a depressão cruzou as Pequenas Antilhas no dia seguinte entre Dominica e Martinica. As pressões barométricas diminuíram até 1008 mbar (hPa; 29.77 inHg) em Santa Lúcia e confirmaram a presença de um ciclone tropical em desenvolvimento. Pouco depois de atravessar as ilhas, a perturbação intensificou-se a intensidade de tempestade tropical às 18:00 UTC de 31 de outubro. Ao mesmo tempo que a tempestade se intensificava gradualmente, o ciclone tropical começou a tomar um curso incomum para o sudoeste. A 2 de novembro, a tempestade intensificou-se a categoria de furacão enquanto encontrava-se ao norte das Antilhas Neerlandesas.
Fortalecendo-se constantemente, o furacão atingiu o status de categoria 2 a 3 de novembro. Durante o dia, a tempestade passou aproximadamente a 80 km (50 mi) ao norte de Punta Gallinas na Colômbia, a extensão mais setentrional da América do Sul. No entanto, ao mesmo tempo, o furacão curvou-se para o oeste, o que provocou que a tempestade se afastasse da Colômbia e Venezuela. Durante os dias seguintes, o furacão intensificou-se rapidamente e atingiu um estado de grande furacão a 4 de novembro. Ao dia seguinte, calculou-se que a intensidade do furacão era equivalente à de um furacão de categoria 5 enquanto se curvava para o norte. Ainda que a tempestade foi qualificada como um furacão de categoria 4, o reanálise do furacão indicou que o ciclone tropical era bem mais intenso do inicialmente previsto, com base em observações do S.S. Phemius, cuja tripulação estimou ventos de ao redor de 320 km/h (200 mph) no pico da tempestade e pressões inusualmente baixas. A 6 de novembro, o furacão atingiu seu ponto máximo com ventos sustentados máximos estimados em 282 km/h (175 mph). Durante esse tempo, S.S. Phemius registou uma pressão barométrica mínima de 915 mbar (hPa; 27.02 inHg); esta medida foi a mais baixa documentada durante toda a existência da tempestade. Como este relatório não ocorreu dentro do olho do furacão, a verdadeira pressão mínima da tempestade pôde ter sido muito menor.
Avançando para o norte, o furacão debilitou-se gradualmente após a intensidade máxima a 6 de novembro, mas manteve a sua força de categoria 5 durante 78 horas consecutivas antes de baixar finalmente ao estado de categoria 4. Devido a uma curva gradual para o nordeste, o furacão passou para perto de Caimão Brac a 9 de novembro; documentou-se uma pressão barométrica mínima de 939 mbar (hPa; 27,73 inHg) na ilha. Só se produziu um leve debilitamento antes de que o furacão tocasse terra na costa caribenha da província cubana de Camagüey às 14:00 UTC desse dia. No momento de tocar terra, estimou-se que o ciclone tropical tinha uma pressão mínima de 918 mbar (hPa, 27,11 inHg) e ventos máximos sustentados de 150 mph (241 km/h), com ventos que se estendiam até 40 milhas (65 km) do centro do furacão. A tempestade atravessou Cuba em seis horas antes de emergir no oceano Atlântico a última hora da 9 de novembro, após o qual começou a cruzar o arquipélago central das Bahamas. Às 07:00 UTC de 10 de novembro, o furacão tocou terra pela segunda vez na Ilha Longa, Bahamas, com uma intensidade equivalente à de uma categoria 3 moderna. Continuando com o rastreamento ao nordeste, a tempestade moveu-se para o este das Bermudas dois dias depois. A 13 de novembro, o furacão começou a interatuar com um ciclone extratropical centrado nas províncias marítimas do Canadá, e mais tarde debilitou-se até uma força de tempestade tropical. Posteriormente, o ciclone tropical converteu-se em extratropical para as 18:00 UTC de 14 de novembro.

### Recordes
Entre os furacões no Atlântico, esta tempestade teve a duração mais longa de intensidade na categoria mais alta da escala de furacões de Saffir–Simpson. Foi também o furacão mais forte no Atlântico de novembro.

## Os preparativos e o impacto
Um novela baseada no furacão de Cuba chamada In hazard foi escrito por Richard Hughes.

### Mar do Caribe, Jamaica e norte da América do Sul
À medida que o furacão avançava lentamente pelo este e o sul das Caraíbas, os mares agitados e os fortes ventos interromperam as rotas de navegação. A 6 de novembro, a escuna estadounidense Abundance encontrou-se com a tempestade ao leste de Jamaica, resultando na perda do timão (leme) e ficou encalhado em Ponta Morant (Jamaica). No entanto, os seis tripulantes do barco foram resgatados da escuna e transportados aos Estados Unidos. Apesar de mais tarde o S.S. Phemius ser resgatado e voltar para porto em Cuba. Vários outros barcos na área imediata também se viram obstaculizados pela tempestade. Também o barco de vapor Tacira e o cargueiro San Simeon enfrentaram-se à tempestade.
Informou-se de alguns danos no norte do continente Sul-Americano quando o furacão se estendeu para perto da costa. Na Colômbia, as telecomunicações ferroviárias interromperam-se para perto de Santa Marta, e achava-se que as plantações de bananas na zona tinham sofrido em certa medida devido aos ventos e a chuva da tempestade. Em Santa Marta, várias casas inundaram-se e o trânsito de automóveis parou devido aos efeitos da tempestade. Os berços no porto de Santa Marta também foram danificados. As fortes chuvas também arrasaram alguns caminhos-de-ferro e pontes, o que afectou ainda mais a distribuição dos envios de bananas. Em outras partes da costa, muitos dos portos marítimos da Colômbia foram danificados pelos efeitos da tempestade, enquanto as granjas do interior sofreram danos por inundações extensas. Devido à escassez de relatórios do resto da Colômbia, a magnitude do dano em Barranquilla segue sem especificar, ainda que em outras cidades próximas informou-se de danos "importantes". A localidade de Sevilla, Vale do Cauca foi destruído quase por completo. A ilha de Providência, próxima da Colômbia, sofreu danos agrícolas importantes e a perda de 36 moradias. Ao nordeste, em Curaçao, a passagem do furacão destruiu as fortificações do porto da ilha. Um paredão para perto da entrada ao porto de Sint Anna sofreu um colapso parcial, enquanto uma ponte de pontões que une ambos lados do porto foi completamente destruído. Nas proximidades de Bonaire, um berço sucumbiu à chuva torrencial e os mares agitados.
Com o furacão ameaçando a Jamaica, a Pan American World Airways cancelou os seus voos para Kingston, Jamaica. Na Jamaica, a passagem da tempestade para o oeste provocaram ventos fortes de 71 mph (114 km/h) que varreram a ilha, destruindo mais de 2 milhões de árvores. Ainda que os efeitos em geral foram geralmente mínimos, algumas áreas localizadas na ilha experimentaram uma perda de 50% de bananas devido à tempestade. O custo dos danos em Jamaica foi de US $ 4 milhões.

### Ilhas Cayman
A tempestade devastou as Ilhas Cayman, especialmente Caimão Brac que foi inundado pela maré de tempestade, de força 10 m (33 ft). Muitas casas e edifícios foram arrastados para o mar como resultado da tempestade e muitas pessoas tiveram que subir às árvores para escapar das inundações. Mais de 100 pessoas morreram nas ilhas; um deles foi em Grande Caimão e o resto foram em Caimão Brac. O barco Balboa também se afundou em consequência da tempestade. Ainda que não se emitiram aviso iniciais, o Observatório Nacional de Cuba assinalou a sua preocupação ante ciclones tropicais intensos, que podiam apresentar um perigo iminente para Cuba, em particular para a província de Camagüey. Em novembro, um aviso de furacão emitiu-se para o sudeste de Cuba. Como medida de precaução, certas rotas de transporte foram suspensas na parte oriental da ilha.
A cidade de Santa Cruz del Sur em Camagüey foi praticamente destruída por uma enorme maré de tempestade, com ondas de até 6.5 m (21.3 ft) de altura. Poucos edifícios ficaram em pé na zona. Pelo menos 2.870 pessoas perderam a sua vida na localidade. Ao todo, 3.033 pessoas morreram em Cuba e os danos estimaram-se em 20 milhões (1932 USD.